# Johann Mießl von Zeileisen
Johannes Karl Albrecht Wilibaldus Mießl, seit 1883 Ritter von Zeileis(s)en (* 26. Juli 1822 in St. Joachimsthal; † 19. Mai 1898 in Oberschön bei Eger) war ein böhmischer k. k. Hofrat, Statthaltereirat und Bezirkshauptmann von Karlsbad. 

## Leben
Johann Mießl wurde als Sohn des k. k. Forst- und Waldmeisters in Schlaggenwald, Albert Mießl Edler von Zeileisen (1795–1847), und dessen Ehefrau, der Bergratstochter Karolina geb. Fritsch, in St. Joachimsthal im Erzgebirge geboren. Sein Großvater war der Bürgermeister von St. Joachimsthal Johann Optat Mießl Edler von Zeileisen (1768–1842). Die Familie wurde mit seinem Urgroßvater, dem Oberamtsverwalter und Bergrichter Johann Nepomuk Mießl (1733–1802), in den erblichen Adelsstand erhoben. Mießl war k. k. Statthaltereirat für das Königreich Böhmen, Vorsitzender der k. k. Landessubkommission für die Regelung der Grundsteuer in Eger, sowie k. k. Bezirkshauptmann der Bezirkshauptmannschaft von Karlsbad. Er erhielt am 26. Juli 1883 vom Kaiser seine Standeserhöhung zum österreichischen Ritter. Am 19. Juni 1875 wurde ihm die Ehrenbürgerschaft von Franzensbad verliehen. Die Familie legte mit seinem Sohn den Namen Mießl ab und nannte sich nunmehr nach dem Prädikat Zeileissen von Hergetenstein sowie nach dem Adelsaufhebungsgesetz schlicht Zeileissen. 

## Auszeichnungen
- Ritter des königl. preußischen Kronen-Ordens, IV. Klasse, 5. November 1860
- Ritter des königl. preußischen Kronen-Ordens, III. Klasse
- Ritter des großherzogl. toskanischen Zivil-Verdienstordens v. hl. Joseph, 11. Dezember 1863
- Ritter des königl. sächsischen Albrecht-Ordens, 22. Dezember 1866
- Ehrenkreuz II. Klasse des fürstl. Lippe´schen Gesamthauses, 6. Januar 1871

## Familie und Nachkommen
Mießl heiratete am 15. November 1859 Aloisia Winkler de Forazest (* 15. November 1831; † 8. November 1890 in Prag).
- Dr. jur. Karl Bor. Johann Nep. Alois Albert Adam Ritter Zeileissen von Hergetenstein (* 1862 in Karlsbad; † 1930 in Wien), Ministerialrat im Handelsministerium, Prädikat von Hergetenstein; ⚭ 1895 in Prag Helena Rosina Herget (* 1867 in Prag St. Thomas).
  - Dr. Karl Zeileissen (von Hergetenstein) (* 1895 in Wien; † 1955), österreichischer Diplomat, Gesandter in Schweden 1951–1955.
  - Rudolf Zeileissen (von Hergetenstein) (* 1897 in Wien; † 1970 ebenda), österreichischer Landschafts- und Porträtmaler.
  - Helene Zeileissen (von Hergetenstein) (* 1900 in Wien; † 1976 ebenda), Wirtschaftsbesitzerin in Wien.
- Johanna Nepom. Katharina Aloisia Magdalena Eva Mießl Edle von Zeileisen (* 1863 in Karlsbad; † 1920 in Wien).
- Auguste Leopoldine Pauline Aloisia Johanna Eva Mießl Edle von Zeileisen (* 1864 in Karlsbad; † 1867).
- Maximilian Klara Franz Seraph Johann Nep. Alois Adam Mießl Edler von Zeileisen (* 1867 in Karlsbad; † 1879 in Prag).
- Maria Theresia Karolina Aloisia Johanna Eva Mießl Edle von Zeileisen (* 1869 in Karlsbad; † 1945 in Wien); ⚭ 1892 in Wien Emil Ebermann, Architekt und Baumeister (* 1857 in Prag; † 1893).